# System stargardzki
System stargardzki rehabilitacji i wsparcia osób z niepełnosprawnością intelektualną – polski system wspierania i rehabilitowania osób z niepełnosprawnością intelektualną opracowany przez Kazimierza Nowickiego i rozwijany przez Polskie Stowarzyszenie na Rzecz Osób z Upośledzeniem Umysłowym (PSOUU, obecnie PSONI, czyli Polskie Stowarzyszenie na rzecz Osób z Niepełnosprawnością Intelektualną).

## Geneza
System został skonstruowany w oparciu o wieloletnie doświadczenia praktyczne i merytoryczne osób związanych z PSOUU, a także w oparciu o światowa literaturę przedmiotu, jak również z obserwacji czynionych podczas współpracy międzynarodowej z organizacjami zbliżonymi profilowo, a działającymi na terenie Niemiec, Francji, Austrii, Szwecji, Holandii i Wielkiej Brytanii.

## Cechy
Główne cechy systemu to:
- punkt wyjścia w planowanych działaniach to określenie potrzeb osób wspieranych, oszacowanie i wzmocnienie istniejących potencjałów oraz zdefiniowanie ograniczeń – wsparcie koncentruje się jednak na silnych stronach, umiejętnościach i talentach,
- celem jest nie tylko wsparcie osób, ale przede wszystkim poprawa jakości ich życia w drodze rozwoju osobistego, a tym samym osiągnięcie maksymalnej możliwej samodzielności i samodecyzyjności,
- traktowanie niepełnosprawnych i ich rodzin jako partnerów, a nie osób oczekujących wyłącznie pomocy, czy podopiecznych, za których wykonuje się większość czynności,
- wsparcie systemowe udzielane jest zgodnie z zasadą nikt nie pozostanie wykluczony, żadna potrzeba nie zostanie niezaspokojona, co oznacza rozwojowe traktowanie poszczególnych osób, stałe poszukiwanie nowych rozwiązań, podążanie za zmieniającymi się dynamicznie wymaganiami, nie ograniczanie się do jednego modelu wsparcia,
- działania pomocowe mają charakter wielosektorowy, długofalowy i realizuje się je zgodnie z zasadą pomocniczości (subsydiarności)[2].

## Nagroda
System znalazł się wśród 29 wyróżnionych praktyk wśród 231 zgłoszonych do światowego konkursu pod auspicjami ONZ. W związku z tym otrzymał w 2015 w Wiedniu okolicznościowy certyfikat.